# Zdzisław Walicki
Zdzisław Walicki (ur. 15 stycznia 1940 w Łodzi, zm. 13 lipca 2008 w Gdańsku) – polski grafik, rysownik, profesor PWSSP w Gdańsku.

## Życiorys
Studia w Państwowej Wyższej Szkole Sztuk Plastycznych w Łodzi; dyplom w pracowni profesora Z. Głowackiego w 1967 roku. Profesor Państwowej Wyższej Szkoły Sztuk Plastycznych w Gdańsku (obecnie: Akademia Sztuk Pięknych w Gdańsku); kierownik Pracowni Grafiki Projektowej na Wydziale Malarstwa i Grafiki. Prodziekan w latach 1984–1987, dziekan w latach 1987-1990 Wydziału Malarstwa i Grafiki. Od 1996 roku do 1999 roku kierował Katedrą Projektowania Graficznego. Twórczość artystyczna w zakresie grafiki użytkowej, projektowania graficznego, wystawiennictwa i rysunku.
Został pochowany na cmentarzu w Wąglikowicach koło Wdzydz.